# 4595 Prinz
4595 Prinz è un asteroide della fascia principale. Scoperto nel 1981, presenta un'orbita caratterizzata da un semiasse maggiore pari a 2,5339719 UA e da un'eccentricità di 0,1025748, inclinata di 8,64438° rispetto all'eclittica.